# Intel 8051
Intel 8051 är en "en-chips" mikroprocessor med 8 bitars ordbredd i Harvardarkitektur, lanserad av Intel 1980 för användning i inbyggda system. Den användes mycket på 80- och 90-talen men har numera ersatts av mer avancerade processorer, som dock ofta bibehåller 8051-arkitekturen som kärna. Intels namn på denna processorfamilj är MCS 51. 8051 tillverkades ursprungligen i NMOS-teknik och senare i den strömsnålare CMOS-tekniken, (80C51), som lämpar sig även för batteridrivna system.
8051-chipet innehåller bland annat CPU, RAM, ROM, I/O, avbrottshantering och timers. RAM-minnet är 128 byte och ROM-minnet 4 kbyte – båda kan expanderas.
Intel 8031 är en 8051-version utan internt ROM. Den kan kopplas till EPROM.
Det finns ett stort utbud av hjälpmedel i form av assemblers och C-kompilatorer för att utveckla programkod till denna processor.
Numera görs enchipsprocessorer med 8051 som kärna i ett hundratal varianter av dussintals tillverkare, ofta med inbyggda AD- och DA-omvandlare, programminne med storlek upp till 64 kbyte, av FLASH-typ som medger enkel omprogrammering, och inbyggt expanderat RAM-minne, ofta 2 kbyte.